# Ciudad Constitución (Mexiko)
Ciudad Constitución ist eine Stadt im mexikanischen Bundesstaat Baja California Sur mit 47.399 Einwohnern (Stand: 2018). Sie ist Hauptort des Municipio Comondú.

## Lage
Ciudad Constitución liegt im Süden der Halbinsel Niederkalifornien auf einer Höhe von 57 m, etwa 200 Kilometer nordwestlich von La Paz und rund 150 Kilometer südwestlich von Loreto.

## Geschichte
Der Ort entstand im Rahmen des Baus einer durchgehenden Straßenverbindung von Tijuana nach La Paz im Jahr 1949, zunächst unter dem Namen El Crucero, an einer Straßenkreuzung und entwickelte sich schnell zu einem regionalen Zentrum. Anlässlich des hundertjährigen Jubiläums der Bundesverfassung der Vereinigten Staaten von Mexiko von 1857 erhielt der Ort im Jahr 1957 den Namen Villa Constitución.

## Infrastruktur
Die Stadt liegt an der Carretera Federal 1, die von Tijuana bis in den äußersten Süden der Halbinsel führt. Nordöstlich von Ciudad Constitución befindet sich ein kleiner Regionalflughafen. Seit 1996 besteht das Instituto Tecnológico Superior de Ciudad Constitución (Höheres Technisches Institut von Ciudad Constitución).